# Antti Reenpää
Antti Olli Reenpää, född 28 augusti 1957 i Helsingfors, är en finländsk företagsledare. Han är son till Olli Reenpää.
Reenpää, som blev diplomingenjör 1987, var verkställande direktör för Förlags Ab Otava 2000–2008 och för Otavas förlagssektor 2008–2010. Han blev även styrelsemedlem i Otava 2000.